# 约翰·弗里德利希·奥韦尔贝克

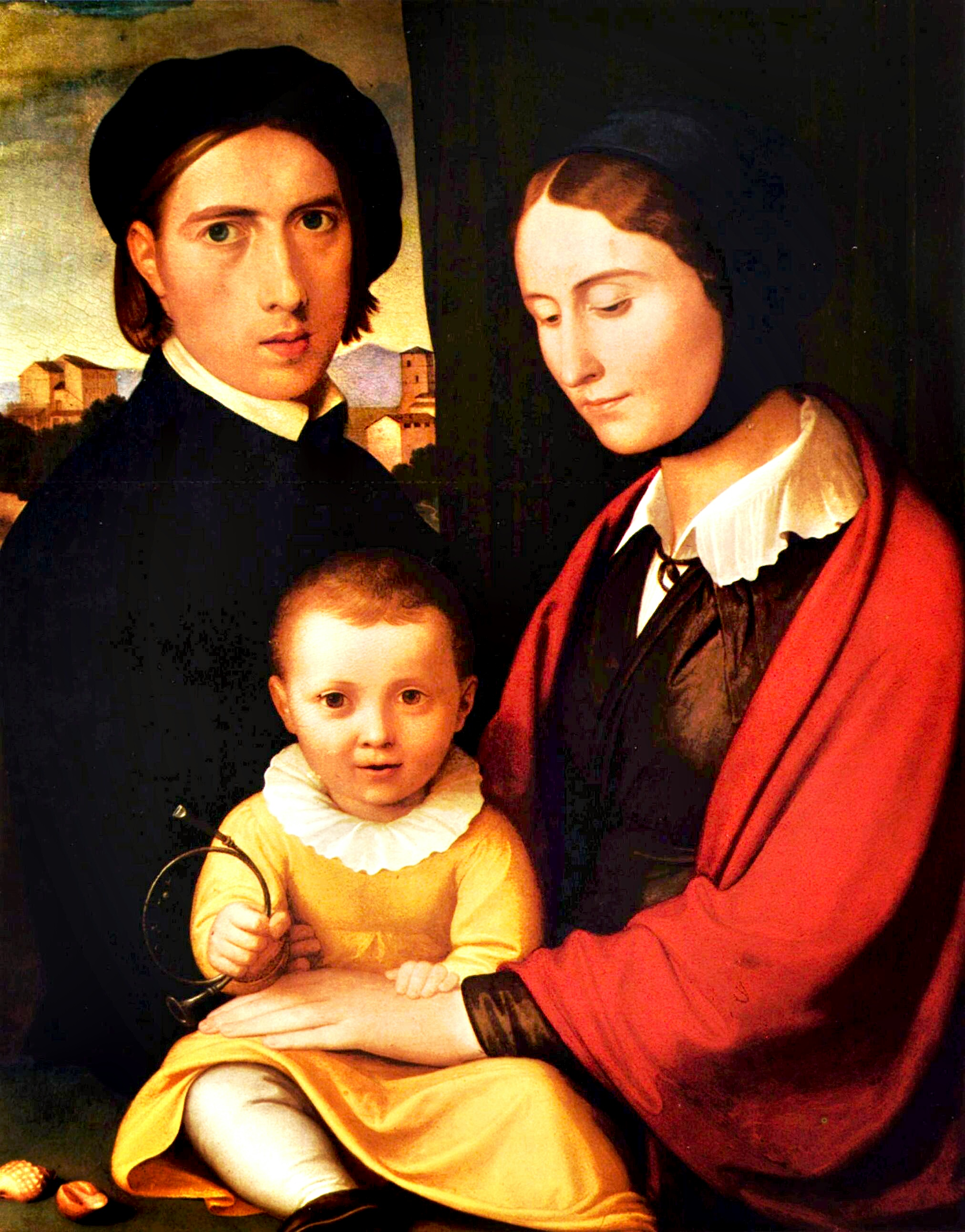
自己画的全家福（约1820年

约翰·弗里德利希·奥韦尔贝克(Johann Friedrich Overbeck) （1789年7月4日—1869年）是德国画家，浪漫主义的“拿撒勒运动”成员。

## 生平
奥韦尔贝克出生于德国北方的吕贝克，父亲是一位法学博士，祖先三代都是新教徒， 他在本地接受了初步的艺术教育。
1806年，奥韦尔贝克前往维也纳进修，他的教师是大卫特的古典主义学派的画家，他虽然学习了绘画的技术，但感到压抑，他给写的信中透露，他的人文主义感觉被学院认为是粗俗的，一直遭到压制，他认为基督教艺术的精髓在维也纳甚至在全欧洲一个世纪以来已经变了味了，已经走向腐败。他需要寻找新鲜空气，到意大利向拉斐尔以前的艺术学习。因此在经过四年的学习后，他越来越感到和学院的气氛不能调和，他认为在维也纳已经找布道真正的艺术。
|  | 啊！我受够了，我的兴趣一直放到基督和圣母身上，但到处也找不到答案。 |

他带着自己尚未完成的画作《基督进入耶路撒冷》去了罗马，他写到：“我坚守圣经，只有那才是我的立脚之地。”
1810年他到了罗马，并在那里一直待了59年，和一些志同道合的成员们一起住在修道院里，被人们称为“拿撒勒运动”，是浪漫主义的宗教画家们，他们的箴言是努力和真诚地工作，神圣地生活，他们认为古典的画作都是异教徒的，文艺复兴时期的作品是虚假的。他们的作品追求细致的轮廓，再在上面添加光线和颜色，不追求作品生动迷人，而是要表现动机的完美和清晰。

## 作品
奥韦尔贝克是这个运动的主要动力，他不仅作画还作诗，没有人怀疑他的真诚的动机，像一位圣人，因此生活艰苦，依靠一些朋友的接济。1813年，他皈依了罗马天主教，他认为这样他的艺术也接受了洗礼。

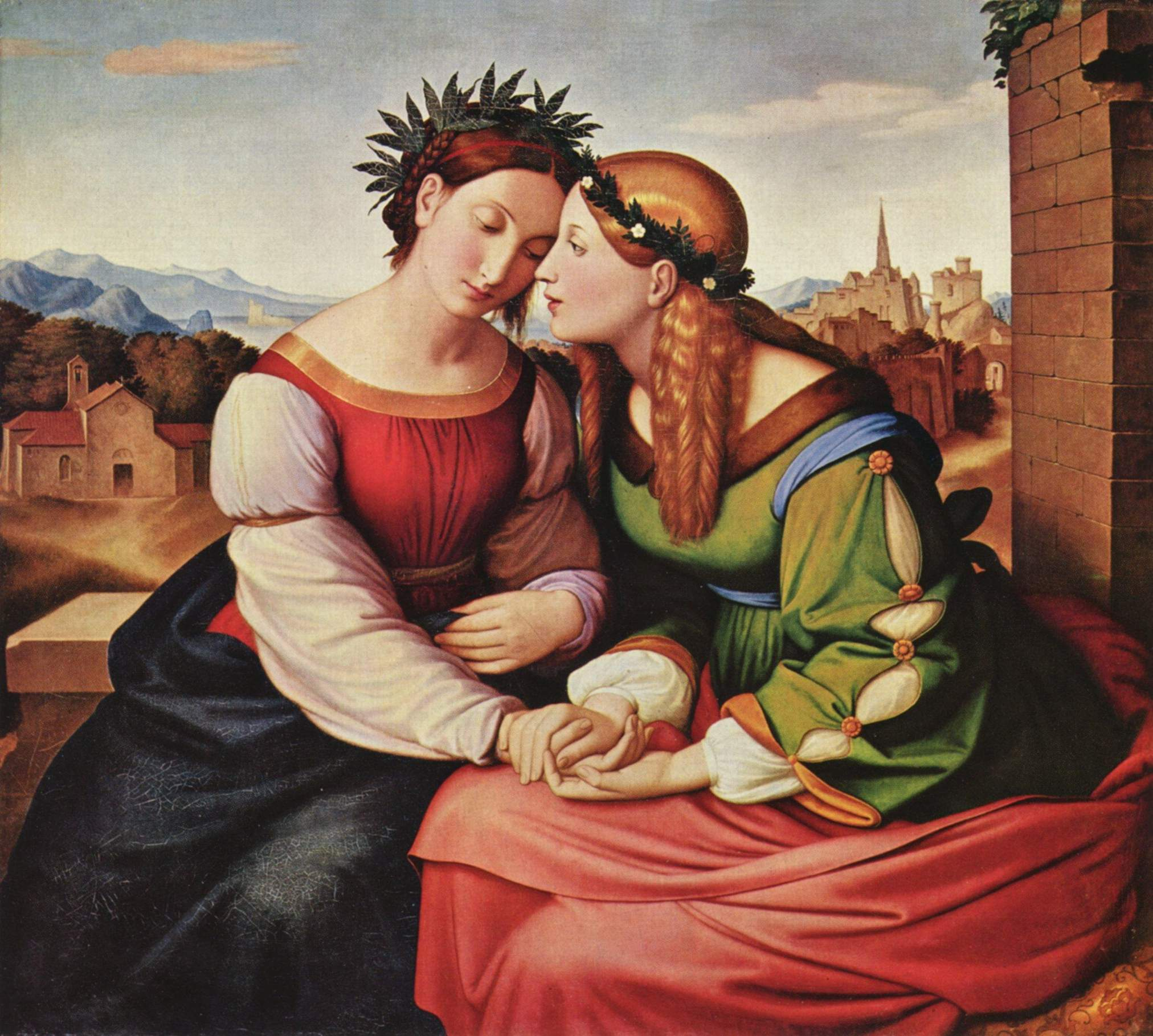
《意大利和德意志》

当时有一位普鲁士大使在意大利买了房子，聘请他去装饰壁画，他给画了圣经中的故事《七年饥荒》《约瑟夫被他的兄弟们出卖》，完成于1818年。1830年，他又完成了为马西诺亲王花园房子的装饰壁画。
奥韦尔贝克和他的朋友们恢复了已经很厂时间被遗忘的壁画传统，他也创作了许多油画，每幅画都倾注了极大的宗教热情，经过仔细的研究，颜色都经过严格的控制，干燥而节省。
奥韦尔贝克还经常写诗歌、散文和大量的书信，他的作品辞藻丰富但乏味，和他的画作一样，有些病态，说教性强，像是对他的宗教热强的宣传工具，他的生活也是一样，喜好祈祷的孤独和磨练，将这些反映到他的作品中。1852年他创作了40幅关于福音书的版画，1857年他创作了14幅关于耶稣受难的水彩画，1861年，创作了7幅圣餐的版画，他曾说：“艺术对于我来说，如同大卫的竖琴，因此我渴望赞美诗在任何时候都能发出歌颂主的声音。”
1869年他在罗马逝世，安葬在圣伯纳德教堂。

## 參看
- 画家列表